# Desde el mañana
Desde el mañana (originalmente conocida como The Other Life) es una serie de televisión por internet española de ciencia ficción y drama sobrenatural creada por Daniel Écija para Disney+ y RTVE. Está producida por Good Mood y protagonizada por Marta Hazas, Álex González, Denisse Peña y Gabriel Guevara. Fue estrenada en Disney+ el 12 de junio de 2024.

## Trama
A los pocos días de mudarse a una nueva casa con su familia, Gabriela (Marta Hazas) descubre bajo el suelo de su despensa una veta de un mineral desconocido. Al tocarlo, produce en ella un extraño e inquietante fenómeno: ve fragmentos del futuro y, en uno de ellos, la muerte de su hija Emma (Denisse Peña). Tras constatar que estos episodios no son fruto de un desequilibrio mental o físico, Gabriela comenzará a luchar para cambiar el futuro de su hija con la ayuda de Andrés (Álex González), un inspector de policía que ha vivido una experiencia similar a la suya.

## Reparto

### Principal
- Marta Hazas como Gabriela "Gaby" Aizpurúa Thompson
- Álex González como Andrés Monreal
- Gabriel Guevara como  Mikel Minondo Ascunce
- Denisse Peña  como Emma Velasco Aizpúrua

### Secundario
- Ramón Barea como Aurelio Aizpúrua
- Pablo Derqui como Nacho Aizpúrua Thompson
- Cristina Marcos como Lucía Osuna
- Ana Fernández como Amaia Ginés (Episodio 3 - Episodio 8)
- Nuria Herrero como Arantxa
- Jaime Zatarain como David Velasco
- Valeria Alonso como Esther Rubín
- Pino Montesdeoca como Blanca Thompson
- Amets Otxoa como Teo Velasco Aizpúrua
- Clara López como Gala Monreal

### Recurrente
- Vito Rogado como Patricia (Episodio 1 - Episodio 3)
- Anartz Zuazua como Gus (Episodio 1; Episodio 3; Episodio 5; Episodio 7)
- Almar G. Sato como Alicia Sato (Episodio 1 - Episodio 7)
- Carlos Alcaide como Hugo Monreal (Episodio 1 - Episodio 5; Episodio 7 - Episodio 8)
- Sara Cózar como Elisa (Episodio 1 - Episodio 3; Episodio 7)
- Martin Aslan como El Coloso (Episodio 1; Episodio 3 - Episodio 7)
- Iraia Elías como Leire Ascunce (Episodio 2; Episodio 5 - Episodio 7)
- Miguel Ramiro como Julen Minondo (Episodio 2; Episodio 5 - Episodio 7)
- Guillermo Salazar "Pucho" como Martínez (Episodio 3; Episodio 5; Episodio 7 - Episodio 8)
- Enrique Franco como Michal Usachenko (Episodio 3; Episodio 6 - Episodio 8)
- Danel Landa como Jon Ginés (Episodio 4 - Episodio 8)

## Episodios
| N.º | Título                     | Dirigido por                       | Escrito por                                                                                                   | Fecha de lanzamiento original |
| --- | -------------------------- | ---------------------------------- | --- | ----------------------------- |
| 1   | «El mineral»               | David Molina Encinas               | Daniel Écija, Andrés Martín Soto, Inés París, Alberto Úcar, Veronik Silva, Tomás J. Salmerón e Ignacio Campón | 12 de junio de 2024           |
| 2   | «La mujer sin nombre»      | David Molina Encinas               | Daniel Écija, Andrés Martín Soto, Veronik Silva, Tomás J. Salmerón e Ignacio Campón                           | 12 de junio de 2024           |
| 3   | «Un giro del destino»      | Antonio Hernández                  | Daniel Écija, Andrés Martín Soto, Veronik Silva, Tomás J. Salmerón e Ignacio Campón                           | 12 de junio de 2024           |
| 4   | «Tras la puerta»           | Antonio Hernández                  | Daniel Écija, Andrés Martín Soto, Veronik Silva, Tomás J. Salmerón e Ignacio Campón                           | 12 de junio de 2024           |
| 5   | «Lo que esconde la tierra» | Antonio Hernández                  | Daniel Écija, Andrés Martín Soto, Veronik Silva, Tomás J. Salmerón e Ignacio Campón                           | 12 de junio de 2024           |
| 6   | «Nacho»                    | Álvaro Vicario                     | Daniel Écija, Andrés Martín Soto, Veronik Silva, Tomás J. Salmerón e Ignacio Campón                           | 12 de junio de 2024           |
| 7   | «El cerco se estrecha»     | Antonio Hernández y Álvaro Vicario | Daniel Écija, Andrés Martín Soto, Veronik Silva, Tomás J. Salmerón e Ignacio Campón                           | 12 de junio de 2024           |
| 8   | «Solsticio de verano»      | David Molina Encinas               | Daniel Écija, Andrés Martín Soto, Veronik Silva, Tomás J. Salmerón e Ignacio Campón                           | 12 de junio de 2024           |

## Producción
En marzo de 2024 fue anunciado que Daniel Écija se encontraba en el desarrollo de la serie sobrenatural The Other Life, la cual estaría formada por ocho capítulos y ya había sido adquirida por Disney+ para su distribución en el 'streaming' de pago y por RTVE para su emisión en la televisión en abierto. Asimismo, se anunció que el elenco estaría encabezado por Marta Hazas, Álex González, Denisse Peña y Gabriel Guevara.
Dos meses más tarde, en mayo de 2024, se anunció que The Other Life había sido renombrada a Desde el mañana y que el reparto secundario estaría formado por Ramón Barea, Pablo Derqui, Cristina Marcos, Ana Fernández, Nuria Herrero, Jaime Zatarain, Valeria Alonso, Pino Montesdeoca, Amets Otxoa y Clara López.

## Lanzamiento y marketing
El 6 de mayo de 2024, Disney+ programó el estreno de Desde el mañana para el 12 de junio de 2024. También tiene previsto estrenarse en abierto en TVE en un futuro próximo.